# Wattignies-la-Victoire
Wattignies-la-Victoire ist eine französische Gemeinde mit 240 Einwohnern (Stand: 1. Januar 2022) im Département Nord in der Region Hauts-de-France. Sie gehört zum Arrondissement Avesnes-sur-Helpe und zum Kanton Fourmies. Die Einwohner werden Wattegnien(ne)s genannt.

## Geographie
Die Gemeinde Wattignies-la-Victoire liegt im Regionalen Naturpark Avesnois, acht Kilometer südsüdöstlich von Maubeuge und neun Kilometer westlich der Grenze zu Belgien. Umgeben wird Wattignies-la-Victoire von den Nachbargemeinden Damousies im Norden, Dimont im Osten und Süden, Beugnies im Süden und Südwesten, Floursies Südwesten sowie Beaufort im Westen.

## Geschichte
Die Schlacht bei Wattignies fand hier im ersten Koalitionskrieg 1793 zwischen französischen und habsburgischen Truppen statt. Mit dem relativ unbedeutenden Sieg des französischen Heers wurde die Gemeinde auch zur Unterscheidung von der gleichnamigen Stadt Wattignies mit dem Zusatz la-Victoire honoriert.

## Einwohnerentwicklung
| Jahr                       | 1962 | 1968 | 1975 | 1982 | 1990 | 1999 | 2006 | 2012 | 2021 |
| -------------------------- | ---- | ---- | ---- | ---- | ---- | ---- | ---- | ---- | ---- |
| Einwohner                  | 209  | 238  | 216  | 239  | 224  | 233  | 260  | 250  | 241  |
| Quellen: Cassini und INSEE |      |      |      |      |      |      |      |      |      |

## Sehenswürdigkeiten

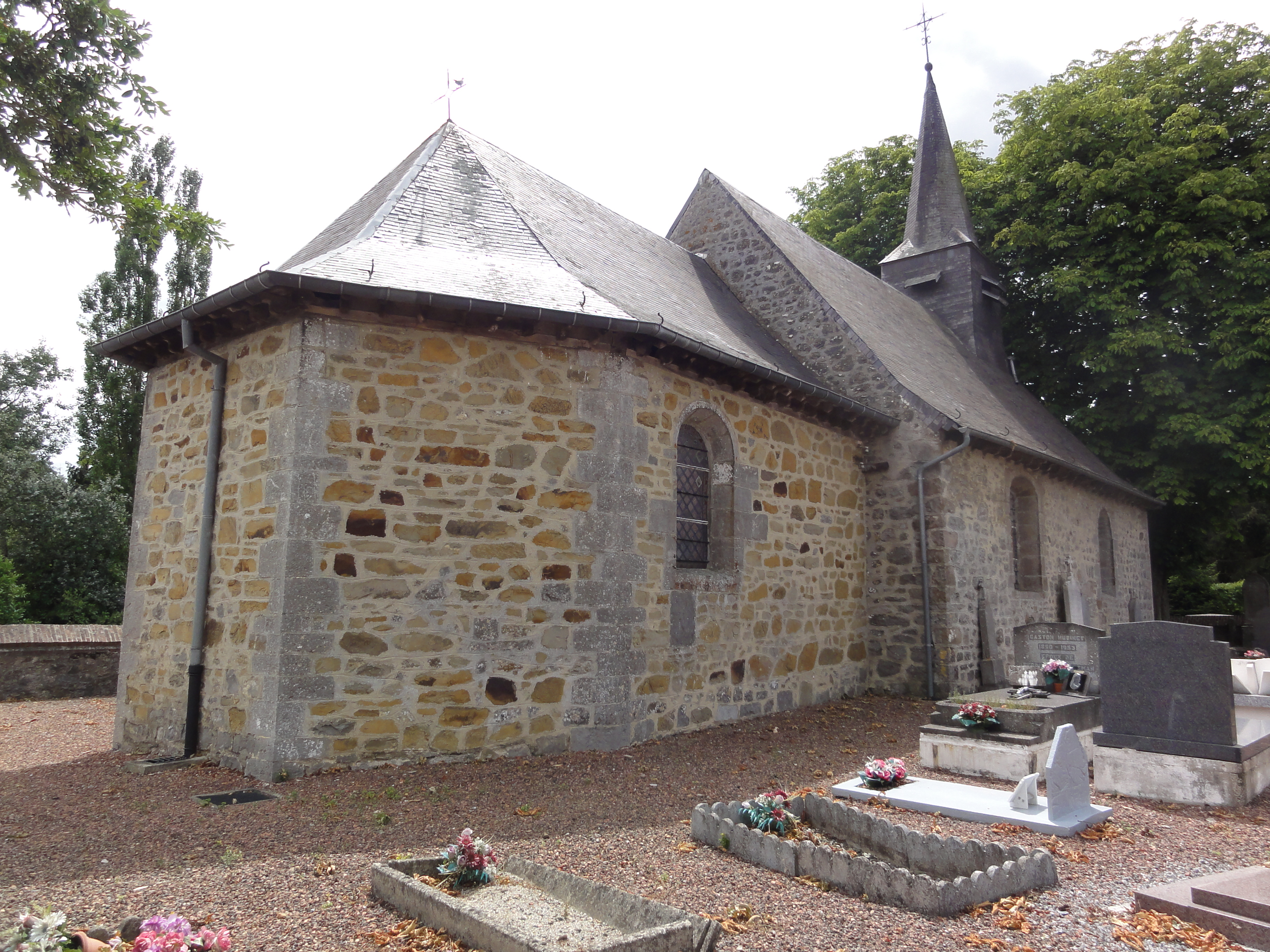
Kirche Saint-Ghislain
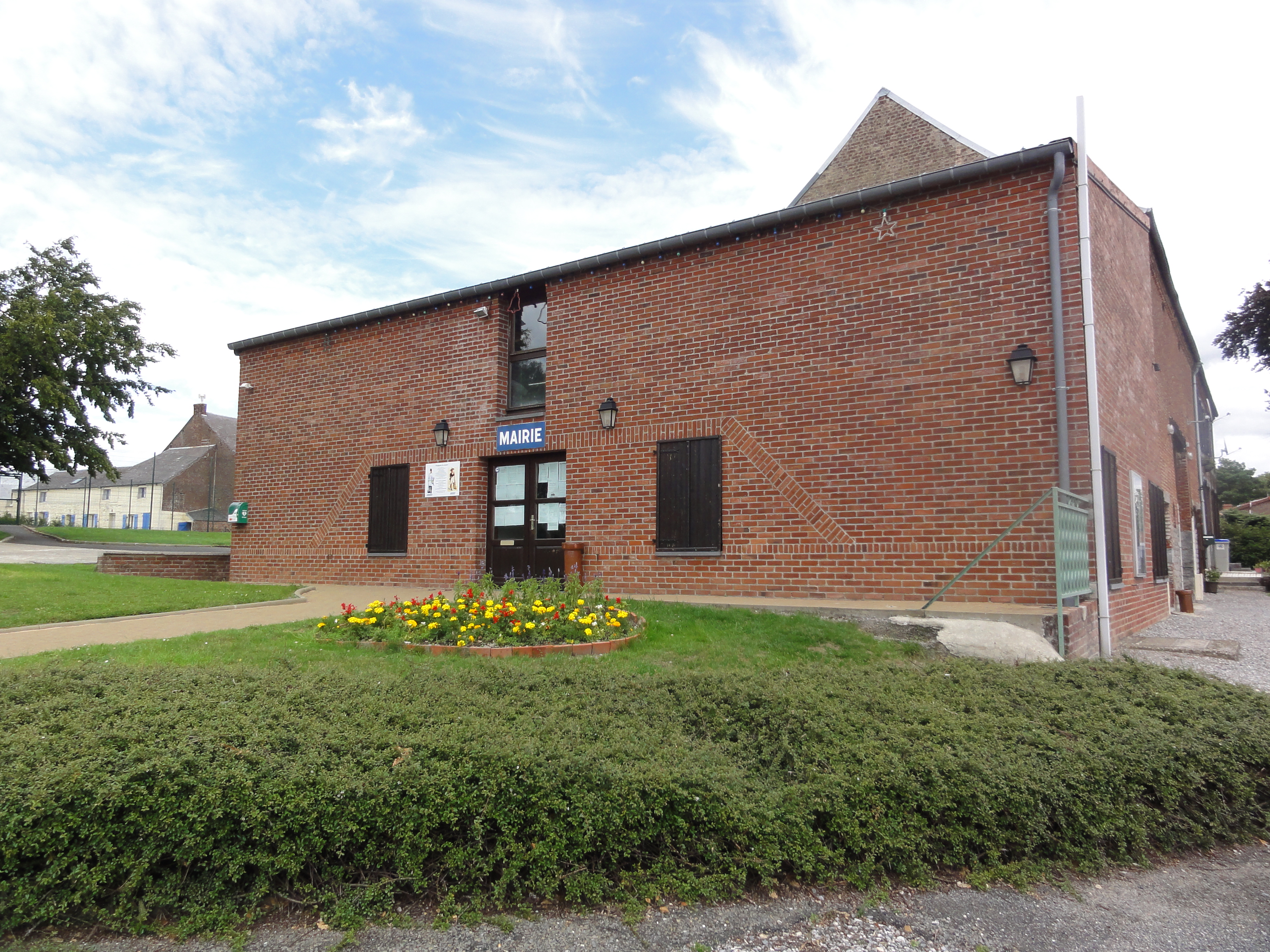
Rathaus (mairie)
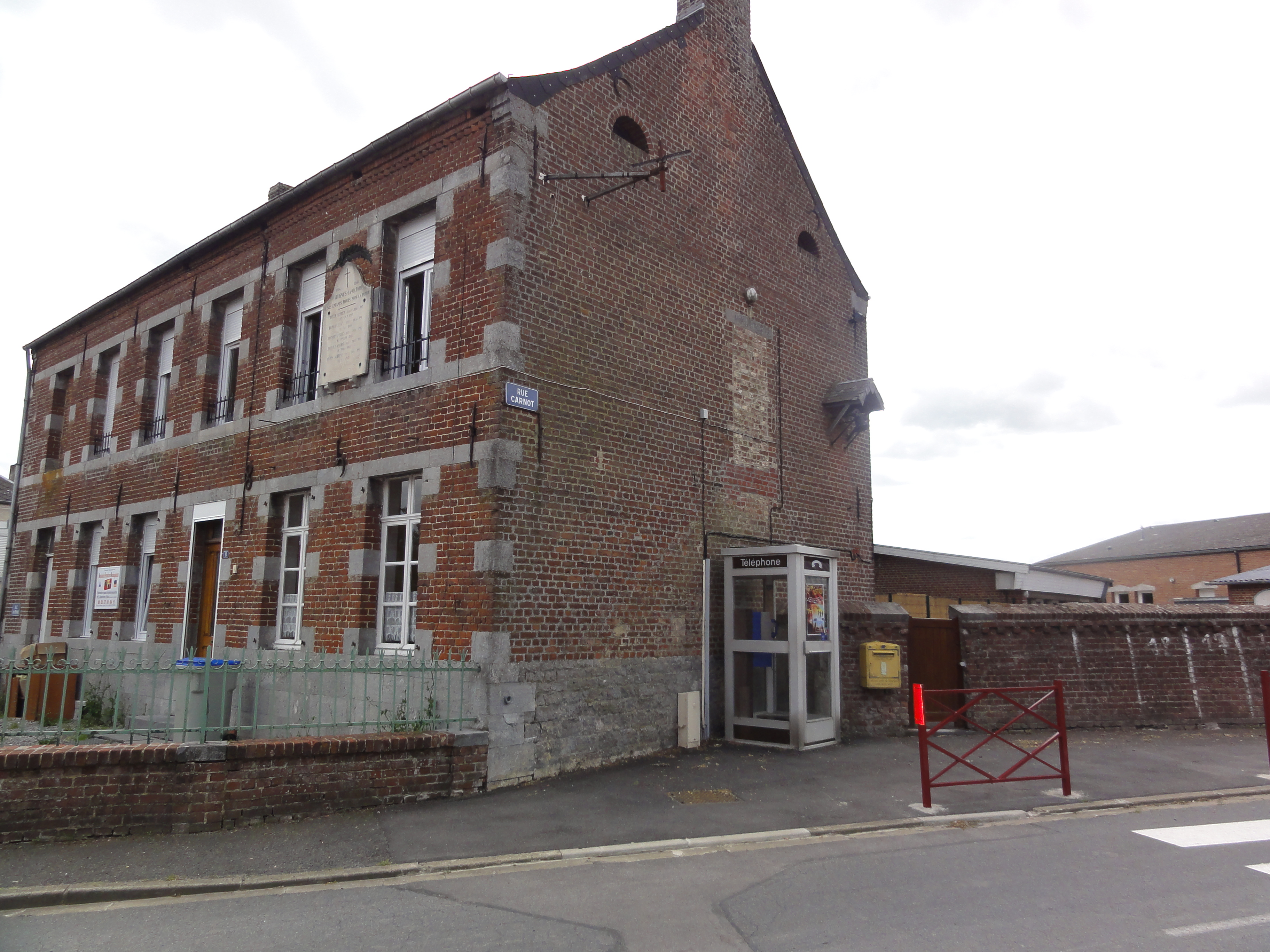
Schule
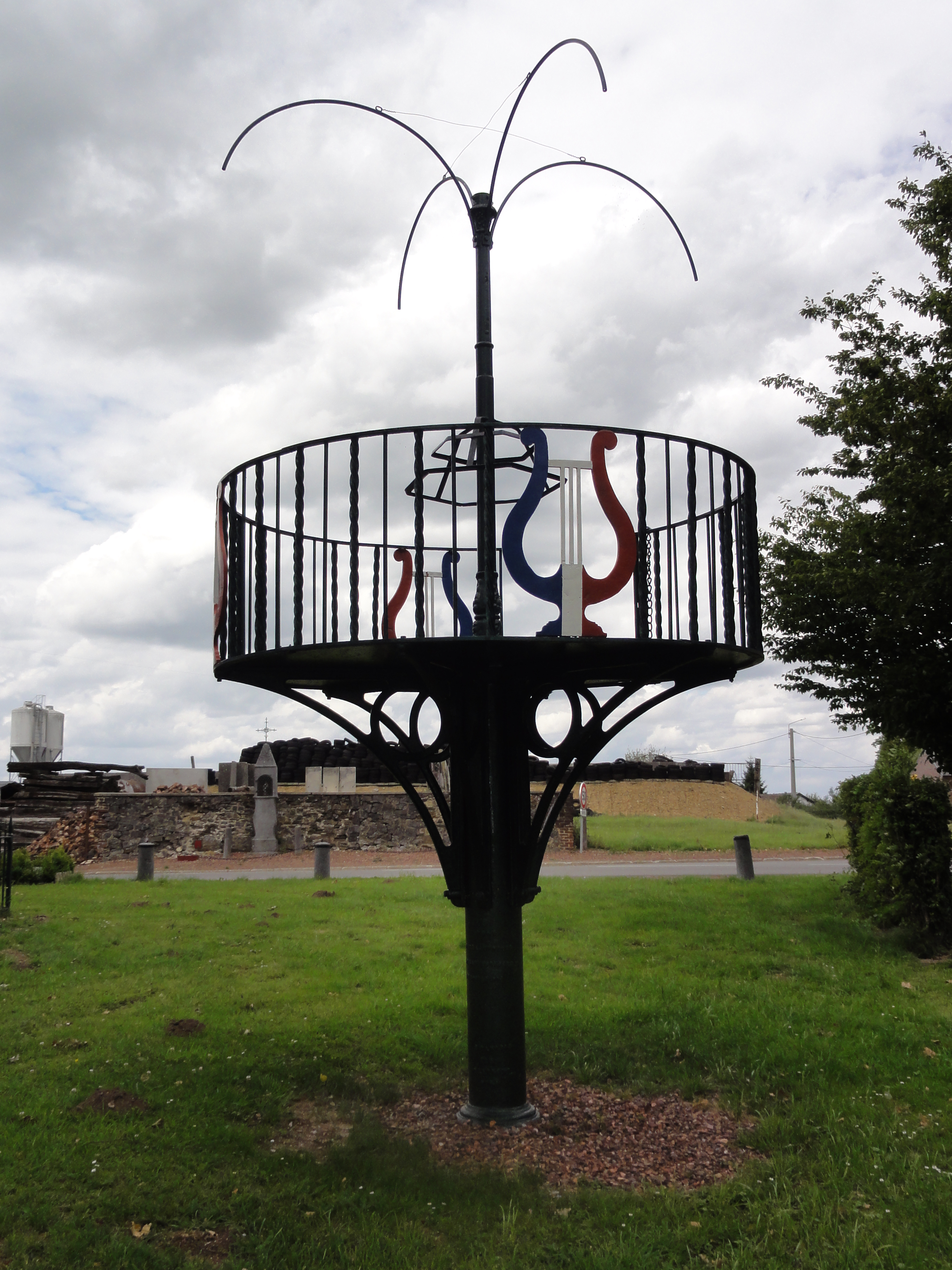
Musikpavillon
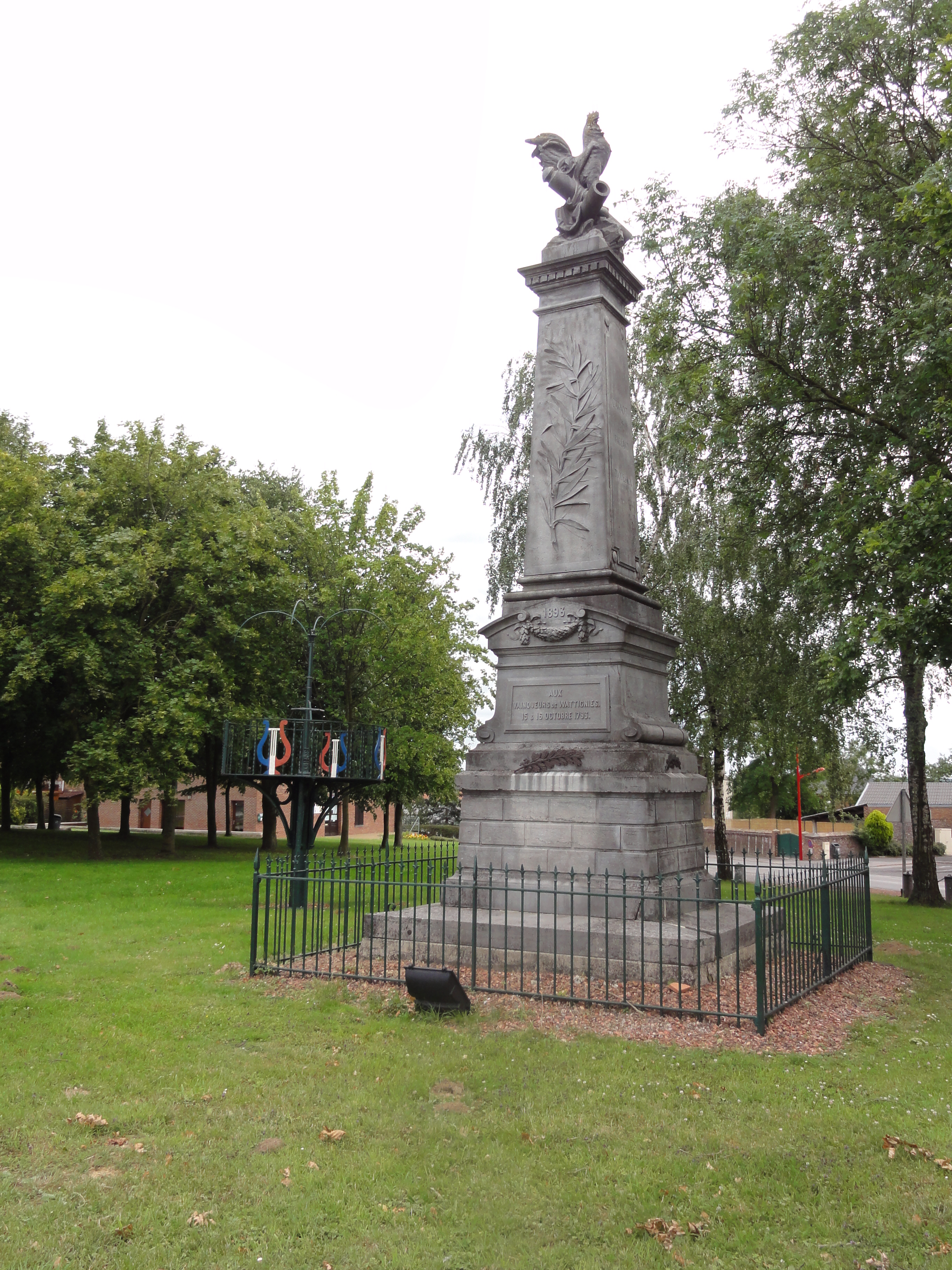
Schlachtendenkmal für den Sieg der Schlacht bei Wattignies
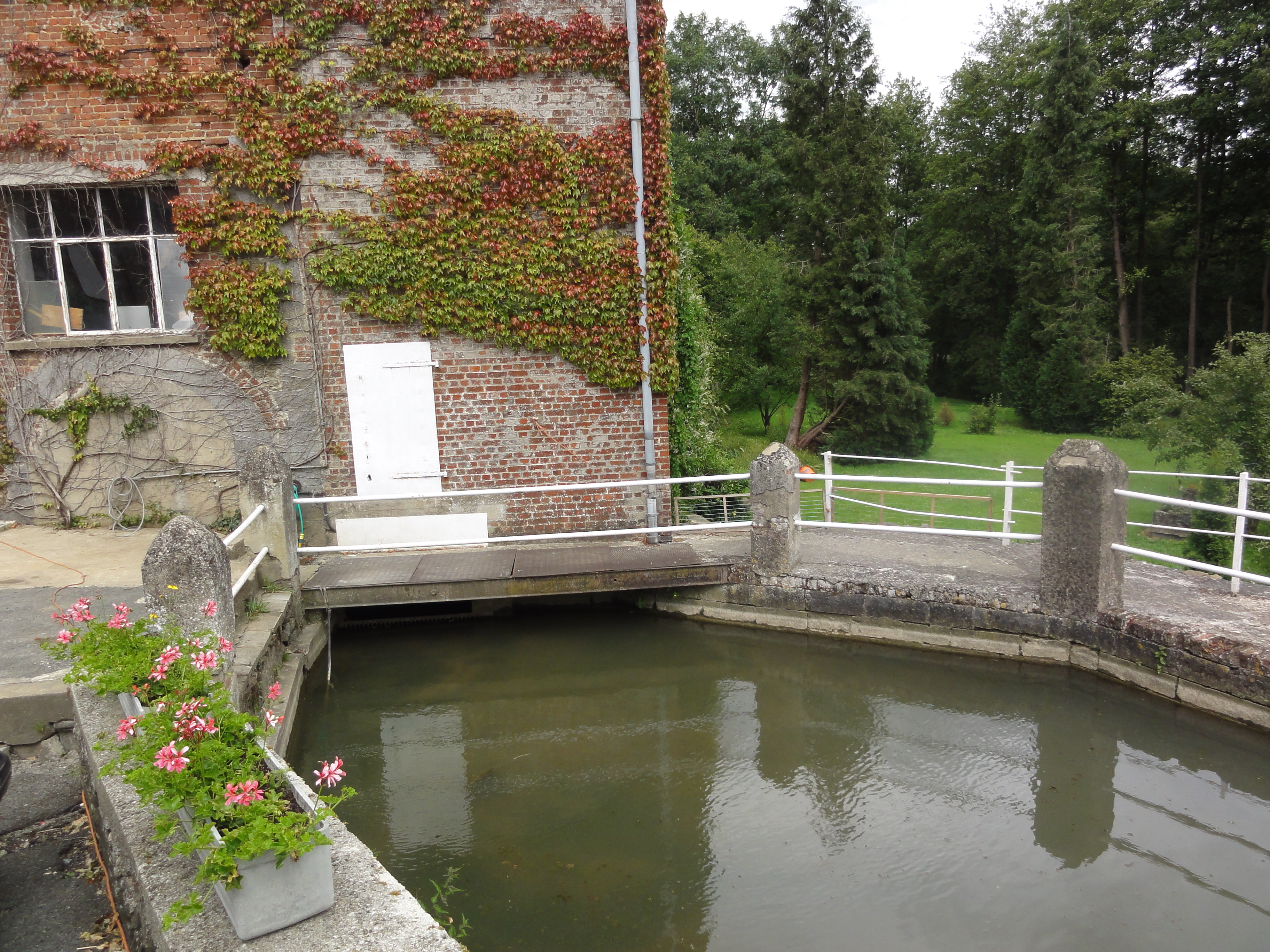
Mühle Le Stordoir
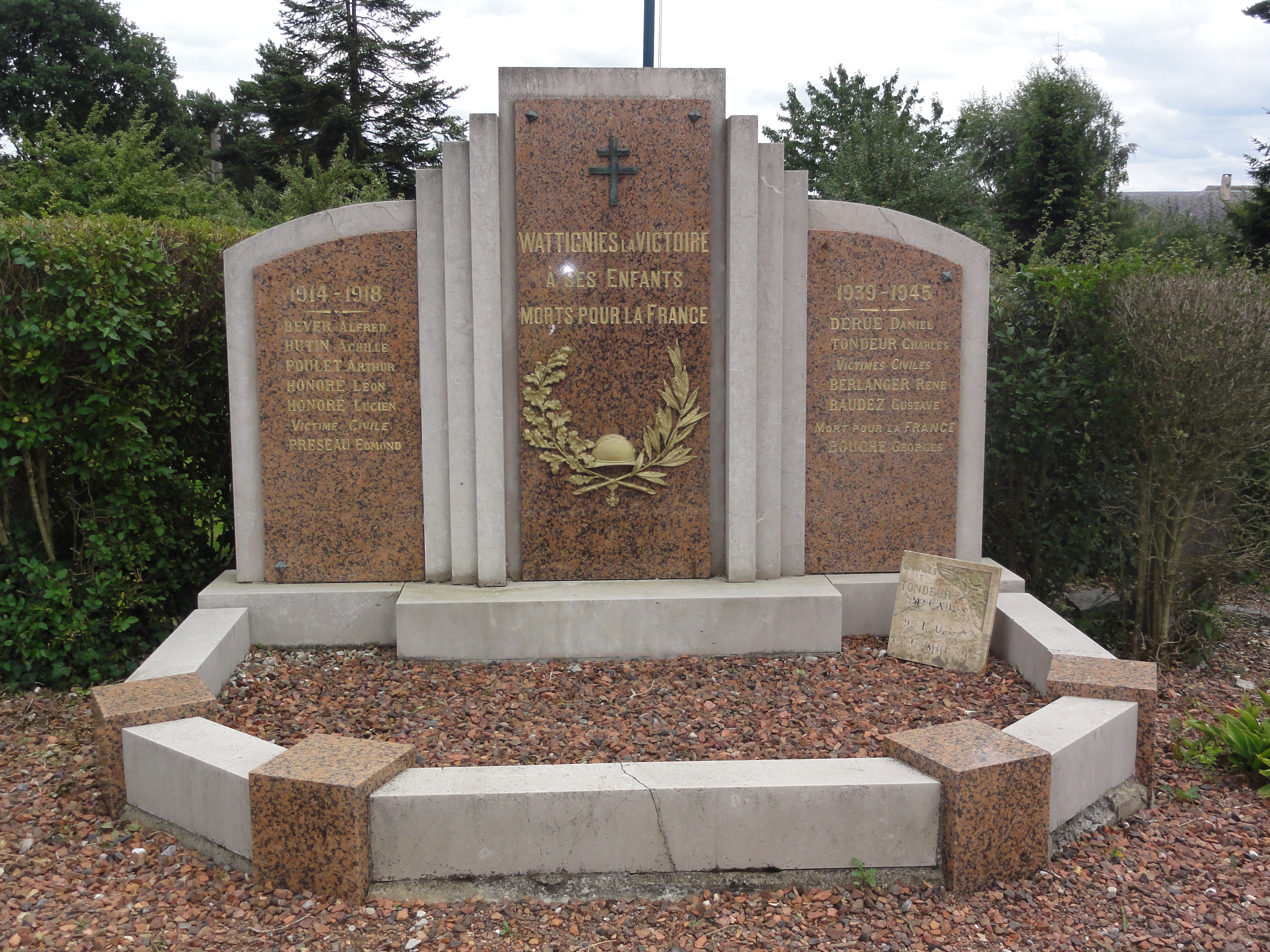
Gefallenendenkmal

- Kirche Saint-Ghislain
- Rathaus (mairie)
- Schule
- Musikpavillon
- Erinnerungssäule der Schlacht bei Wattignies
- Wassermühle Le Stordoir
- Gefallenendenkmal